# Knud Gleie
Knud Gleie (* 15. März 1935 in Søborggård; † 21. Januar 2010 in Frederiksberg) war ein dänischer Schwimmer, der auf die Bruststrecken spezialisiert war.
Gleie war Mitglied des Kopenhagener Schwimmvereins IF Sparta. 1952 nahm er 17-jährig erstmals an den Olympischen Sommerspielen teil, kam über 200 Meter Brust im Vorlauf aber nicht über einen sechsten Platz hinaus. Vier Jahre später bei den Olympischen Sommerspielen 1956 in Melbourne lieferte er sich über die gleiche Strecke im Vorlauf mit dem späteren Olympiasieger Masaru Furukawa ein Kopf-an-Kopf-Rennen und blieb 6,1 Sekunden unter dem olympischen Rekord. Im Finale bestätigte er diese Zeit nicht und wurde Sechster.
Im Februar 1953 hatte er nach der vom Weltschwimmverband FINA verfügten Trennung von Brust- und Delphintechnik den ersten Weltrekord in der klassischen Schwimmtechnik erzielt.